# Montalto Pavese
Montalto Pavese là một đô thị ở tỉnh Pavia trong vùng Lombardia của Ý, có cự ly khoảng 50 km về phía nam của Milan và khoảng 25 km về phía nam của Pavia. Tại thời điểm ngày 31 tháng 12 năm 2004, đô thị này có dân số 941 người và diện tích là 19,1 km².
Montalto Pavese giáp các đô thị sau: Borgo Priolo, Borgoratto Mormorolo, Calvignano, Lirio, Montecalvo Versiggia, Mornico Losana, Oliva Gessi, Pietra de' Giorgi, Rocca de' Giorgi, Ruino.